# 科米扎

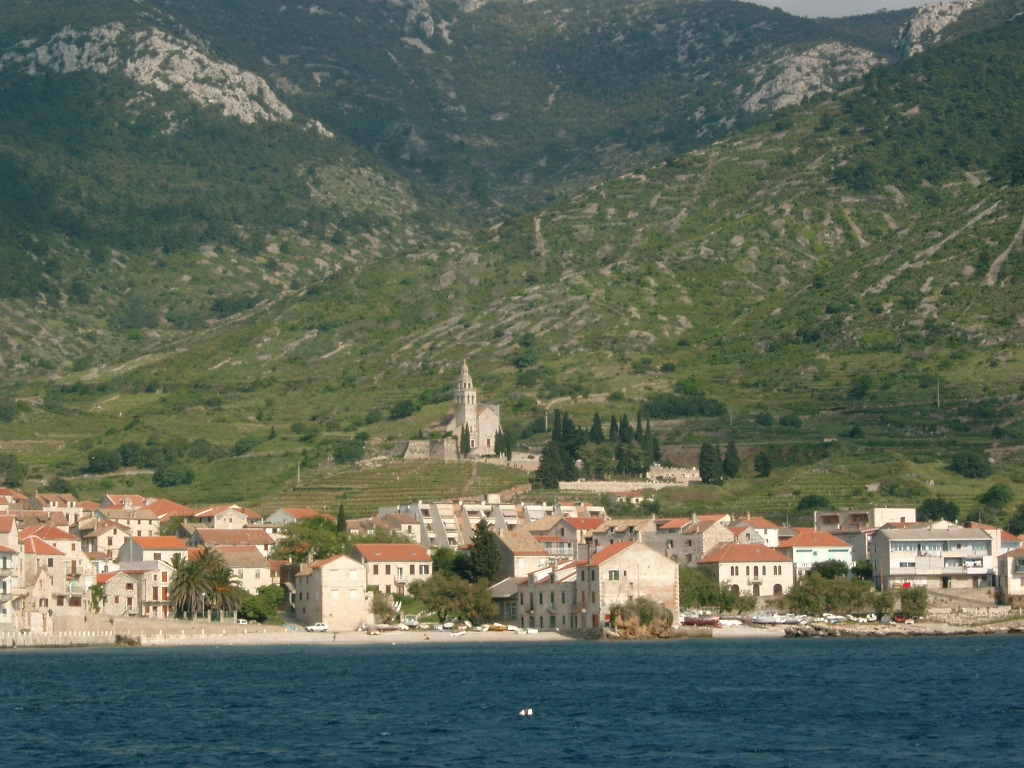

科米扎是克羅地亞的城鎮，位於該國南部維斯島西岸，由斯普利特-達爾馬提亞縣負責管轄，每年平均降雨量約750毫米，面積48平方公里，2001年人口1,677。

## 外部連結
- Tourist Board of Komiža （页面存档备份，存于）
- Moj otok Vis - news portal
- Komiža info
- Komiža City Council （页面存档备份，存于）

43°03′N 16°06′E / 43.050°N 16.100°E